# シッダールト・マルホートラ
シッダールト・マルホートラ (Sidharth Malhotra デーヴァナーガリー表記： सिद्धार्थ मल्होत्रा  1985年1月16日 - )はインドの映画俳優。

## 主な出演作品
- スチューデント・オブ・ザ・イヤー 狙え!No.1!! Student of the Year (2012年)[1][2]
- Hasee Toh Phasee (2014年)
- 野獣一匹 Ek Villain (2014年)
- ブラザーズ Brothers (2015年)[3][4]
- Kapoor & Sons (2016年)
- Baar Baar Dekho (2016年)
- Shershaah (2021年)